# Шелег, Ольга Михайловна
Ольга Михайловна Шелег (29 января 1931, д. Старый Свержень, Столбцовский район, Минская область — 12 августа 1965) — белорусский языковед. Лауреат Государственной премии СССР (1971).
Окончила в 1955 году БГУ. Работала учительницей. С 1957 года в Институте языкознания АН Беларуси.

## Научная деятельность
Участвовала в комплексе работ по белорусской лингвогеографии. Исследовала белорусскую диалектологию. Один из авторов «Инструкции по собиранию материалов для составления областных словарей русского языка» (вып. 1-2, 1959-60), «Диалектологического атласа русского языка» (1963), «Очерков по русской диалектологии» (1964).